# Der steinerne Wald
Der steinerne Wald (Originaltitel: Il tesoro della foresta pietrificata) ist ein italienischer Fantasyfilm, in dem Regisseur Salvi Elemente der Nibelungensage mit Motiven des wagnerschen Rings und aus Der Herr der Ringe mixt und am 1. Dezember 1967 in deutsche Kinos kam. Der 1965 entstandene Film erntete schlechte Kritiken und wird heute als Trashfilm gesehen. Alternativtitel sind Der versteinerte Wald und Il Tesoro.

## Handlung
Der junge Prinz Sigmund von Walhalla versucht, ein möglichst guter Herrscher zu sein. Dies wird durch die vom aggressiven Hunding angeführten Wikinger erschwert, die an den Grenzen offenbar eine Invasion planen. Auf der Suche nach einem geheimen Schatz, dessen Besitz ungeteilte Macht verspricht, durchqueren sie den Schwarzwald, das Herz Walhallas. Allein Sigmund und seine Schwester, Walkürenanführerin Brunhilde, kennen den Weg durch ihn hindurch; jeder andere, der versuchte, ihn zu durchqueren, bezahlte das mit seinem Leben.
Hunding findet in der durch unerwiderte Liebe verbitterten Tochter eines von Sigmunds Getreuen, Erika, eine Verbündete, und sie können mit ihrer Hilfe das Lager der Walhalla-Bewohner überfallen und viele töten. Sigmund schwört Rache und setzt ihnen mit den verbliebenen Männern nach. Hunding jedoch gelingt es, auch durch weitere Verräter in Sigmunds Reihen, ihn und seine Verlobte Siglinde, die Schwester Erikas, gefangen zu nehmen. Durch seine geistige Überlegenheit und Tapferkeit gelingt es Sigmund jedoch, den Invasoren ein Ende zu bereiten. Im Zweikampf besiegt er Hunding.

## Kritiken
„Salvis Ambition, innerhalb von 90 Minuten gleich zwei Epen zu verarbeiten, ist zu würdigen, führt allerdings zu einer unglaublich verwickelten Handlung, besonders in den ersten 30 Minuten. Auch fördert es, selbst innerhalb der eigenen Terminologie, eine ganze Reihe von Widersprüchlichem zu Tage. Gordon Mitchell ist sehr gut, aber am besten gefällt Luisa Rivelli in ihrer nuancierten Rolle.“

„Triviales Fantasy-Abenteuer, das bedenkenlos die Sagen plündert und unsinnige Zusammenhänge herstellt.“

„Filmische Nacherzählung eines mythischen Sagenstoffes, die dessen Atmosphäre nicht einzufangen verstand. Die Handlung ist von ihrem Kulissenhintergrund leicht ablösbar und stocksteif dargeboten. Kaum unterhaltsam.“